# Holovîșce, Ratne
Holovîșce (în ucraineană Головище) este un sat în comuna Samarî din raionul Ratne, regiunea Volînia, Ucraina.

## Demografie
Componența lingvistică a localității Holovîșce
     Ucraineană (100%)
Conform recensământului din 2001, toată populația localității Holovîșce era vorbitoare de ucraineană (100%).